# Cynic
I Cynic sono un gruppo musicale technical death metal/fusion statunitense formato a Miami, Florida.
Dopo l'incisione di alcuni demo e di continui cambi di formazione, il primo album Focus venne pubblicato nel 1993, ma dopo circa due anni la formazione si sciolse. Soltanto nel 2006 avvenne la reunion, culminata due anni più tardi con l'uscita del secondo album Traced in Air, seguito nel 2014 da Kindly Bent to Free Us.

## Il nome

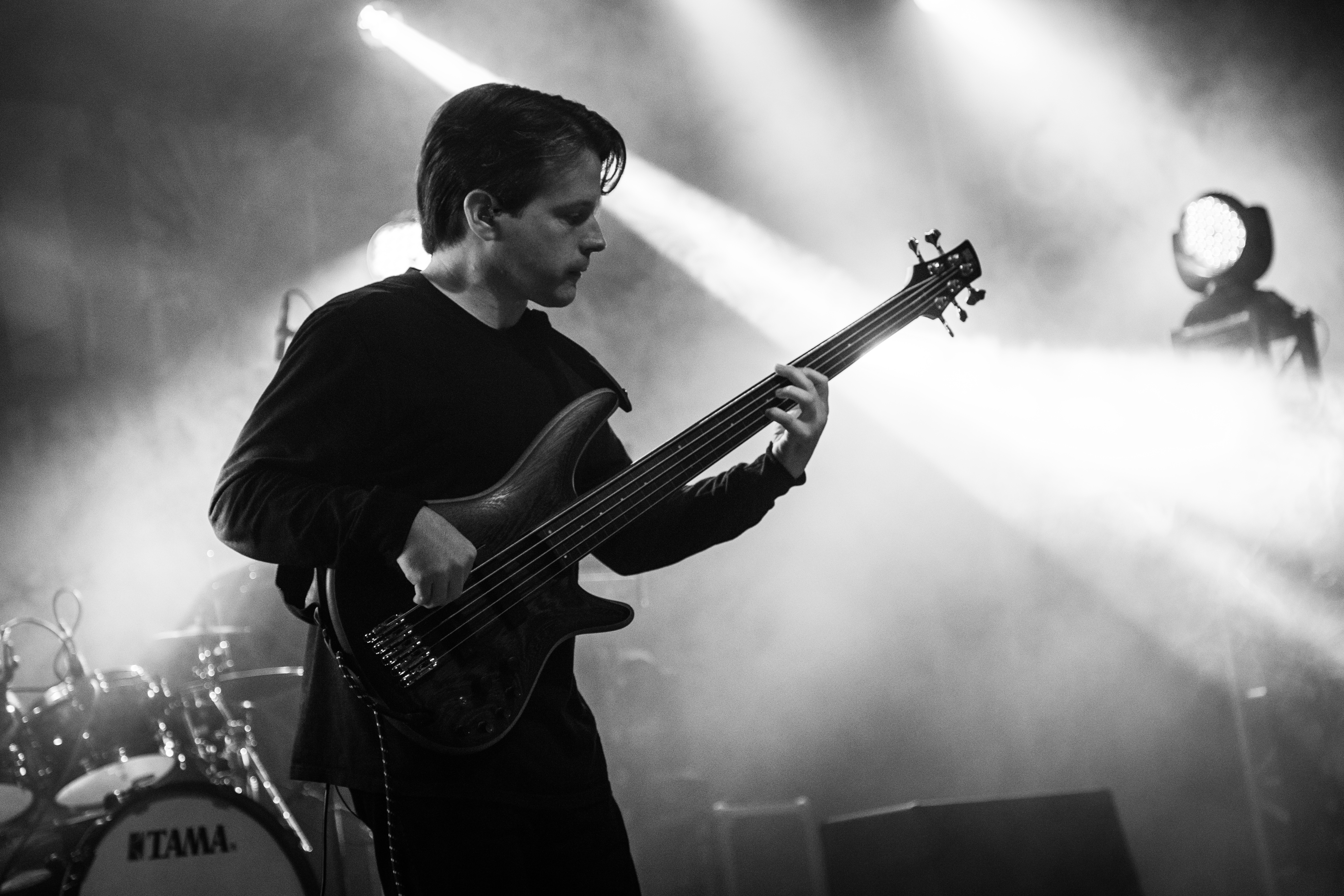
Sean Malone

I Cynic prendono il loro nome dai cinici (dal greco κύων, "cane", soprannome di uno dei loro esponenti maggiori, Diogene), i seguaci della scuola filosofica di Antistene, una delle scuole socratiche minori, così chiamate per essere in qualche modo ispirate alla filosofia di Socrate. Il loro esponente più importante è Diogene di Sinope. I cinici professavano una vita randagia e autonoma, indifferente ai bisogni e fedele al rigore morale. Nel booklet di Focus si può leggere:
(booklet dell'album Focus)

## Storia del gruppo

### Primi anni e demo (1987-1991)

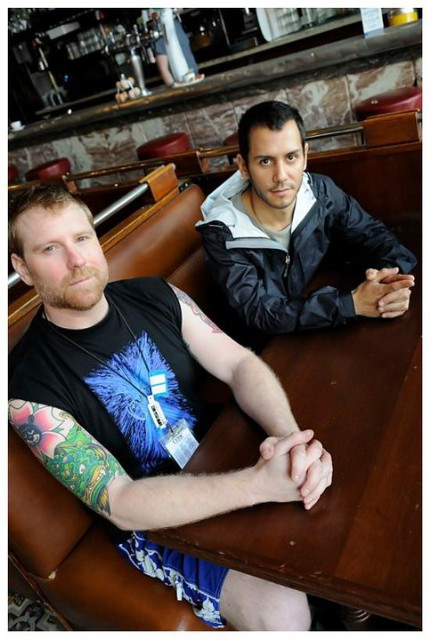
Sean Reinert e Paul Masdival nel 2010

Il gruppo nasce nel 1987 per iniziativa del chitarrista Paul Masvidal e del batterista Sean Reinert, amici sin dall'infanzia. Con l'arrivo del bassista Mark Van Erp e del cantante Jack Kelly, nel 1988 il gruppo registrò il primo demo, dal titolo omonimo. Poco tempo dopo, Kelly abbandonò la formazione e Masvidal si fece carico delle parti vocali. Completata la formazione con l'ingresso di un secondo chitarrista, Jason Gobel, i Cynic registrarono il secondo demo Reflections of a Dying World.
Nel 1989 Van Erp venne sostituito da Tony Choy e l'anno dopo fu inciso il terzo demo, Cynic. Il demo venne notato dalla Roadrunner Records, che nel 1991 scritturò il gruppo per l'incisione del quarto ed ultimo demo, anch'esso intitolato Cynic.

### Registrazione diFocus(1991-1994)
Nel 1991 Paul Masvidal e Sean Reinert partecipano alla registrazione dell'album Human dei Death e accompagnarono il gruppo durante la loro tournée europea avvenuta tra il 1991 e il 1992. Tuttavia, durante lo svolgimento della stessa, i Death ebbero gravi problemi finanziari e la strumentazione dei due musicisti fu confiscata per sei mesi da un promoter britannico.
I Cynic rientrarono in studio di registrazione nell'ottobre 1992; tuttavia in quei giorni l'Uragano Andrew si abbatté sulla Florida distruggendo sia la casa di Jason Gobel che la sala prove del gruppo. Le registrazioni furono pertanto rinviate di alcuni mesi, durante i quali il gruppo si dedicò alla composizione del nuovo materiale. Ulteriori problemi insorsero quando il bassista Tony Choy lasciò la formazione nel maggio 1993 (unendosi agli Atheist) e Masvidal venne incontro a gravi problemi alla voce, rischiando di perderla: le parti in growl furono quindi registrate da Tony Teegarden, mentre Masvidal si occupò delle parti melodiche e quelle con il vocoder. Sean Malone fu infine scelto come bassista del gruppo, occupandosi anche del Chapman Stick.
L'album, intitolato Focus, venne pubblicato il 14 settembre 1993. Per la sua promozione i Cynic tennero una tournée mondiale conclusasi nel 1994, durante la quale presero parte il sopracitato Teegarden (growl e tastiera) e il bassista Chris Kringel, in quanto Sean Malone ebbe continui impegni come insegnante di musica.

### Scioglimento e progetti paralleli (1995-2004)

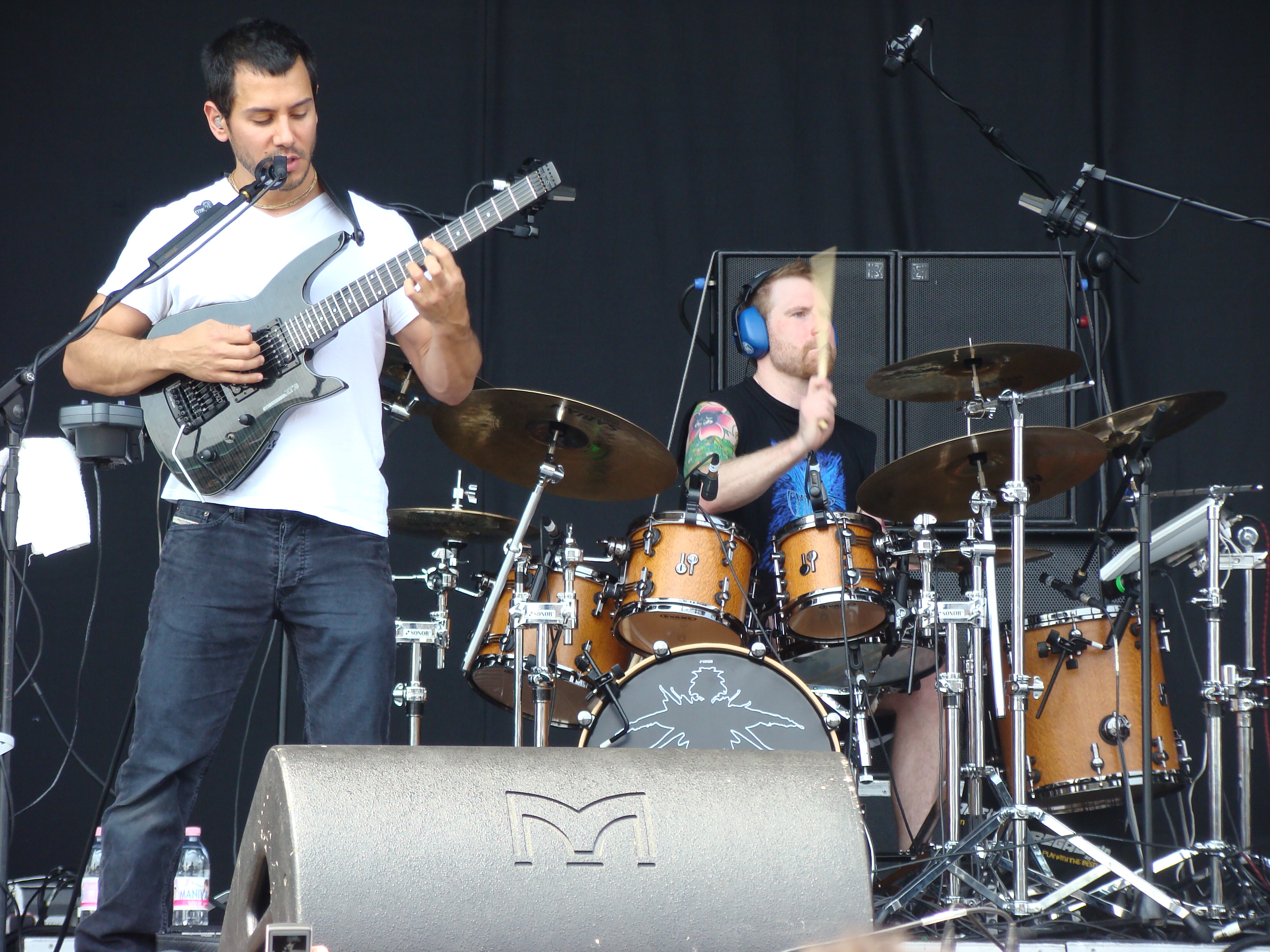
I Cynic al Gods of Metal 2009

Durante le prime fasi di creazione per un secondo album in studio, i componenti del gruppo vennero incontro a divergenze musicali, causandone lo scioglimento.
Nel 1995 Paul Masvidal, Sean Reinert, Jason Gobel e Chris Kringel si unirono alla cantante e tastierista Aruna Abrams e formarono i Portal. Il gruppo ebbe tuttavia vita breve e si sciolse quasi subito a causa del rifiuto della Roadrunner Records a pubblicare un loro demo. Tali registrazioni furono pubblicate soltanto nel 2012 dalla Season of Mist sotto il titolo di The Portal Tapes.
Nello stesso periodo Sean Malone fondò i Gordian Knot, invitando Reinert a suonare sul debutto omonimo del 1999. L'anno seguente i due musicisti suonarono nel primo album degli Aghora. Nel 2003, in occasione delle registrazioni del secondo album dei Gordian Knot, Emergent, Malone invita Reinert, Masvidal e Gobel tra i musicisti ospiti, oltre ad altri come Bill Bruford (Yes, King Crimson), Steve Hackett (Genesis) e Jim Matheos (Fates Warning).
Nel 2004 Masvidal e Reinert fondarono gli Æon Spoke, band tuttora attiva che ha pubblicato due album. Per il tour viene chiamato a suonare il basso Chris Kringel.

### La reunion eTraced in Air(2006-2009)

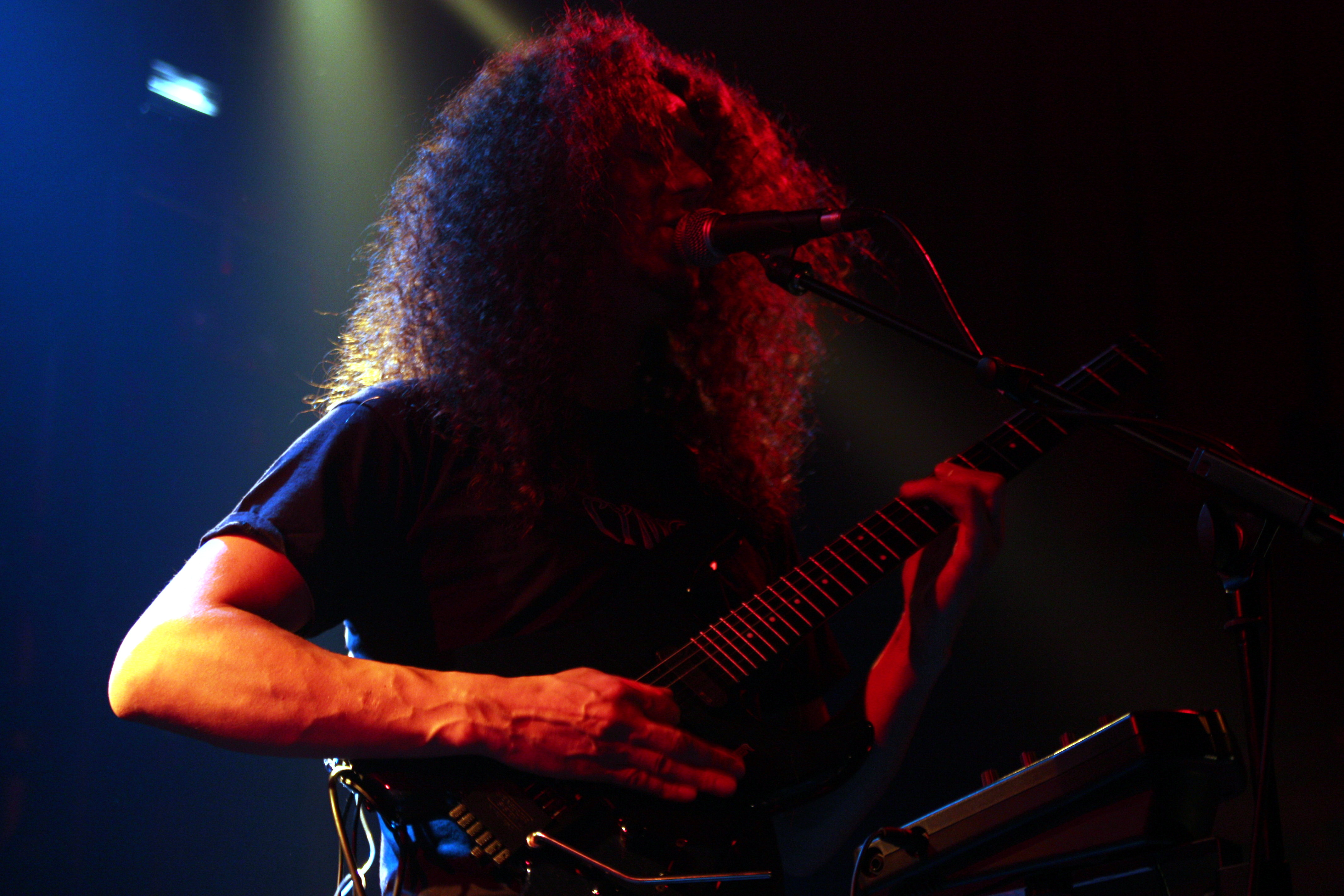
Tymon Kruidenier nel 2009

Nel settembre del 2006 viene annunciata la reunion dei Cynic in occasione di un tour estivo in Europa durante l'estate del 2007. Jason Gobel, a causa di impegni familiari e di lavoro, viene sostituito alla chitarra da David "Mavis" Senescu, mentre al basso c'è Chris Kringel. Le parti di tastiera vengono eseguite dai due chitarristi grazie all'utilizzo di guitar synth. In questo tour la band si esibisce in importanti festival tra i quali l'Hellfest e l'Evolution Festival di Firenze. Il repertorio è incentrato sull'album Focus con l'aggiunta di materiale dal demo dei Portal, una reinterpretazione della Mahavishnu Orchestra (Meeting of the Spirits) e l'inedito Evolutionary Sleeper.
All'inizio del 2008 la band annuncia di avere in programma la registrazione del secondo album in studio: il chitarrista David "Mavis" Senescu viene sostituito da Tymon Kruidenier mentre Sean Malone conferma la sua presenza al basso, ma solamente in studio: per le date live viene infatti chiamato Robin Zielhorst. Durante l'estate, prima dell'uscita del disco, la band compie un tour da headliner, partecipando anche al Wacken.
Il 17 novembre, prodotto da Warren Riker, Traced in Air, il secondo album dei Cynic, viene pubblicato dall'etichetta francese Season of Mist. Lo stesso giorno la band parte come sostenitori per il tour europeo degli Opeth insieme ai The Ocean. La formazione è la stessa del precedente tour. Il tour termina il 18 novembre a Stoccolma.
Dal 1° al 20 febbraio 2009 i Cynic fanno da supporto al tour americano dei Meshuggah insieme ai Faceless. A metà aprile invece partono per un tour insieme ai DragonForce e ai Dååth.

### Kindly Bent to Free Us(2012-2014)
Il 12 dicembre 2012 la formazione ora costruita dai soli Sean Reinert e Paul Masvidal come membri originali annuncia l'uscita di un imminente terzo album nel 2013, poi posticipato nel 2014.
Il nuovo album prende il nome di Kindly Bent to Free Us.

### Abbandono di Reinert,Humanoide altre attività (2015-presente)
Il 10 settembre 2015, con un comunicato attraverso il proprio profilo Facebook, Sean Reinert annuncia lo scioglimento dei Cynic e la cancellazione dei concerti programmati per quel periodo. Il giorno successivo Paul Masvidal smentisce la cosa, spiegando che «i Cynic continueranno, in un modo o nell'altro». Il 18 settembre Masvidal e Malone confermano la loro partecipazione all'Euroblast, avvenuta il 3 ottobre, accompagnati alla batteria da Matt Lynch dei Trioscapes.

Il 10 dicembre 2017 Reinert rivela in via ufficiale il proprio abbandono dai Cyinic:
Il 15 gennaio 2018 sul canale YouTube ufficiale dell'etichetta discografica Season of Mist viene pubblicato il singolo Humanoid, il primo con il batterista Matt Lynch in qualità di componente ufficiale della formazione. Durante il 2019 il trio ha iniziato a lavorare su nuovo materiale per un quarto album in studio, oltre ad aver presentato una nuova edizione del secondo album Traced in Air, remixato e caratterizzato da nuove parti di basso di Malone; contemporaneamente Masvidal ha annunciato la propria attività come artista solista attraverso la presentazione della trilogia Mythical Human Vessel, pubblicando il primo album Mythical il 31 maggio dello stesso anno, mentre Lynch ha collaborato con il chitarrista Richard Henshall degli Haken per l'album The Cocoon di quest'ultimo.
Agli inizi del 2020 Reinert è stato trovato morto nel suo appartamento. La sua morte è seguita da quella di Malone, avvenuta il 9 dicembre dello stesso anno.

## Formazione
Attuale
- Paul Masvidal – chitarra, voce, guitar synth (1987-1994, 2006-presente)
- Matt Lynch – batteria, percussioni (2015, 2017-presente)

Ex componenti
- Jack Kelly – voce (1987-1988)
- Mark Van Erp – basso (1987-1989)
- Tony Choy – basso (1989-1993)
- Jason Gobel – chitarra, guitar synth (1988-1994)
- David "Mavis" Senescu – chitarra (2007)
- Tymon Kruidenier – chitarra, voce death (2008-2010)
- Robin Zielhorst – basso (2008-2010)
- Sean Reinert – batteria, percussioni, tastiera (1987-1994, 2006-2017)
- Sean Malone – basso, Chapman Stick (1993-1994, 2006-2008, 2011-2020)

Turnisti
- Tony Teegarden – tastiera, voce death (1993-1994)
- Chris Kringel – basso (1993-1994, 2007)
- Brandon Giffin – basso (2011-2014, 2023-presente)
- Max Phelps – chitarra, voce secondaria (2011-2015, 2021, 2023-presente)

## Discografia

### Album in studio
- 1993 – Focus
- 2008 – Traced in Air
- 2014 – Kindly Bent to Free Us
- 2021 – Ascension Codes

### Raccolte
- 2012 – The Portal Tapes
- 2017 – Uroboric Forms - The Complete Demo Recordings

### EP
- 2010 – Re-Traced
- 2011 – Carbon-Based Anatomy

### Singoli
- 2018 – Humanoid